# Piper tristigmum
Piper tristigmum är en pepparväxtart som beskrevs av William Trelease. Piper tristigmum ingår i släktet Piper och familjen pepparväxter. Inga underarter finns listade i Catalogue of Life.